# Chenopodium incisum
Chenopodium incisum là loài thực vật có hoa thuộc họ Dền. Loài này được Poir. mô tả khoa học đầu tiên năm 1810.